# Rib Lake
Rib Lake ist eine Gemeinde (mit dem Status „Village“) im Taylor County im US-amerikanischen Bundesstaat Wisconsin. Im Jahr 2010 hatte Rib Lake 910 Einwohner.

## Geografie
Die Gemeinde Rib Lake liegt im mittleren Norden Wisconsins am gleichnamigen See und beiderseits des diesen durchfließenden Big Rib River, der über den Wisconsin River zum Stromgebiet des Mississippi gehört. 
Die geografischen Koordinaten von Rib Lake sind 45°19′03″ nördlicher Breite und 90°12′31″ westlicher Länge. Das Gemeindegebiet erstreckt sich über eine Fläche von 6,06 km², die sich auf 4,84 km² Land- und 1,22 km² Wasserfläche verteilen. Die Gemeinde wird von der Town of Rib Lake umgeben, ohne dieser anzugehören.
Nachbarorte von Rib Lake sind Westboro (10 km nordwestlich) und Chelsea (9,5 km westsüdwestlich) und Whittlesey (18 km südwestlich).
Die nächstgelegenen größeren Städte sind Eau Claire (149 km südwestlich), Rochester in Minnesota (293 km in der gleichen Richtung), die Twin Cities (Minneapolis und Saint Paul) in Minnesota (271 km westsüdwestlich), Duluth am Oberen See in Minnesota (281 km nordwestlich), Green Bay am Michigansee (237 km ostsüdöstlich), Wausau (88,8 km südöstlich), Wisconsins größte Stadt Milwaukee (377 km in der gleichen Richtung) und Wisconsins Hauptstadt Madison (312 km südsüdöstlich).

## Verkehr
Der Wisconsin State Highway 102 verläuft in West-Ost-Richtung als Hauptstraße durch Rib Lake. Alle weiteren Straßen sind untergeordnete Landstraßen, teils unbefestigte Fahrwege sowie innerörtliche Verbindungsstraßen.
Die nächstgelegenen Flughäfen sind der Central Wisconsin Airport bei Wausau (97,3 km südöstlich), der Chippewa Valley Regional Airport in Eau Claire (144 km südwestlich) und der Minneapolis-Saint Paul International Airport (292 km westsüdwestlich).

## Bevölkerung
Nach der Volkszählung im Jahr 2010 lebten in Rib Lake 910 Menschen in 371 Haushalten. Die Bevölkerungsdichte betrug 188 Einwohner pro Quadratkilometer. In den 371 Haushalten lebten statistisch je 2,33 Personen. 
Ethnisch betrachtet setzte sich die Bevölkerung zusammen aus 98,7 Prozent Weißen, 0,1 Prozent (eine Person) Afroamerikanern, 0,3 Prozent amerikanischen Ureinwohnern sowie 0,2 Prozent Asiaten; 0,7 Prozent stammten von zwei oder mehr Ethnien ab. Unabhängig von der ethnischen Zugehörigkeit waren 1,0 Prozent der Bevölkerung spanischer oder lateinamerikanischer Abstammung. 
25,1 Prozent der Bevölkerung waren unter 18 Jahre alt, 53,6 Prozent waren zwischen 18 und 64 und 21,3 Prozent waren 65 Jahre oder älter. 52,9 Prozent der Bevölkerung waren weiblich.
Das mittlere jährliche Einkommen eines Haushalts lag bei 30.625 USD. Das Pro-Kopf-Einkommen betrug 15.898 USD. 15,0 Prozent der Einwohner lebten unterhalb der Armutsgrenze.